# Římskokatolická farnost Putim
Římskokatolická farnost Putim je územním společenstvím římských katolíků v rámci píseckého vikariátu českobudějovické diecéze.

## O farnosti

### Historie
Plebánie v Putimi je poprvé písemně doložena v roce 1384. Kostel sv. Vavřince vystavěli benediktini z Ostrova u Davle, kterým Putim od roku 1205 patřila. Od 15. století byl farní kostel využíván současně jak katolíky, tak utrakvisty. Poslední utrakvistický farář Silván Zahořanský zemřel roku 1610. Poté byla Putim přifařena k Písku. Samostatná farnost byla obnovena v roce 1755. Roku 1892 slavil ve farním kostele svou primiční Mši svatou Jindřich Šimon Baar, jehož strýc Josef byl v Putimi farářem.
U kostela se nachází kostnice z roku 1741, v níž jsou uloženy ostatky vojáků, padlých ve válce o rakouské dědictví. Od roku 1958 nemá farnost sídelního kněze.

### Současnost
Farnost je administrována ex currendo kněžími kongregace petrinů z Písku.
| Kostel                     | Místo     | Bohoslužba             | Bohoslužba             | Poznámka     |
| -------------------------- | --------- | ---------------------- | ---------------------- | ------------ |
| Kaple Panny Marie Bolestné | Nový Dvůr | neslouží se pravidelně | neslouží se pravidelně | obecní kaple |
| Kostel sv. Vavřince        | Putim     | neděle pátek           | 8.30 18.00             | farní kostel |
| Kaple Panny Marie          | Smrkovice | neslouží se pravidelně | neslouží se pravidelně | obecní kaple |